# Tricentrus divergens
Tricentrus divergens är en insektsart som beskrevs av Bierman. Tricentrus divergens ingår i släktet Tricentrus och familjen hornstritar. Inga underarter finns listade i Catalogue of Life.